# Терещенко, Николай Николаевич
Николай Николаевич Терещенко (род. 30 июля 1953 года, Москва, РСФСР, СССР) — советский и российский художник, член-корреспондент Российской академии художеств (2012).

## Биография
Родился 30 июля 1953 года в Москве, где живёт и работает.
В 1976 года — окончил Московский художественный институт имени В. И. Сурикова, мастерская Д. К. Мочальского.
С 1979 года — член Союза художников СССР, России.
С 2000 по 2013 годы — член правления МОСХ России и председатель выставочной комиссии.
В 2012 году — избран членом-корреспондентом Российской академии художеств от Отделения живописи.

### Семья
- отец — Терещенко Николай Иванович (1924—2005), живописец, график, плакатист. Заслуженный художник РСФСР (1970).
- жена — Бабич-Островская Алена, (род. 1955), художник.
- дочь — Терещенко Варвара Николаевна (род. 1993), художник

## Творческая деятельность
Основные проекты и произведения: «Известно мне…» (1974 г.), «Битлы, Роллинги , Шейки» (1973 г.), Триптих «Моя школа» (1986-1990 гг.), «Здравствуй, племя младое…» (1986 г.), «Конь-Огонь» (1987 г.), «Бородино» (1992 г.), «Горе от Ума» (2000 г.), Диптих «Будет всё как ты захочешь» (2003 г.), «Накануне» (2009 г.), «Осанна» (2012 г.) и другие.
Произведения находятся в музейных и частных собраниях в России и за рубежом.
Постоянный участник выставок всех рангов и уровней с 1974 года.

## Награды
- Заслуженный художник Российской Федерации (2010)